# Ohis Felix Uduokhai
Ohis Felix Uduokhai (Annaberg-Buchholz, 1997. szeptember 9. –) német korosztályos válogatott labdarúgó, jelenleg az Augsburg játékosa. Édesapja nigériai származású, míg édesanyja német.

## Pályafutása

### Klubcsapatokban
Fiatalon a VfB Annaberg 09 és az FC Erzgebirge Aue csapataiban nevelkedett, majd 2008-ban a TSV 1860 München akadémiájára került. A 2014–15-ös szezonban három alkalommal a kispadon kapott lehetőséget Daniel Bierofkától a Regionalliga Bayernben szereplő TSV 1860 München második csapatában. 2015. október 18-án mutatkozott be az SpVgg Unterhaching ellen 1–1-re végződő bajnoki találkozón. 2016. szeptember 11-én az első csapatban Kosta Runjaic a 88. percben Maximilian Wittek cseréjeként küldte pályára, a 2–1-re megnyert Bundesliga 2-es találkozón mutatkozott be az 1. FC Nürnberg ellen. Október 28-án a második bajnoki mérkőzésén már kezdőként végig a pályán volt az Erzgebirge Aue ellen. A következő fordulóban az SV Sandhausen ellen első gólját is megszerezte a 43. percben. 22 tétmérkőzésen lépett pályára és ezeken egy gólt szerzett. 
2017-ben a nyári átigazolási időszakban szerződtette a VfL Wolfsburg csapata, 2022-ig írt alá. Augusztus 13-án mutatkozott be a csapatban a német kupában az Eintracht Norderstedt ellen 1–0-ra megnyert találkozón, a 37. percben John Anthony Brooks megsérült és az ő helyére cserélte be Andries Jonker. Hat nappal később a bajnokság 1. fordulójában a Borussia Dortmund ellen debütált az élvonalban. Október 22-én az első gólját is megszerezte a bajnokságban a TSG 1899 Hoffenheim ellen. Három nappal később a kupában a Hannover 96 ellen az ő góljával nyertek és jutottak tovább. December 19-én szintén a kupában volt eredményes, a Nürnberg csapata ellen.
2020. június 4-én kölcsönbe került a Augsburg csapatához, majd végleg megvásárolták.

### A válogatottban
2015. november 13-án mutatkozott be a német U19-es labdarúgó-válogatottban a svéd U19-es labdarúgó-válogatott ellen, amikor is a 87. percben váltotta Jannes Hornt. Több alkalommal már pályára nem lépett. 2016. szeptember 1-jén a német U20-as labdarúgó-válogatottban debütált az olasz U20-as labdarúgó-válogatott ellen a 64. percben cserélte le Guido Streichsbier Lars Dietzra. 

## Statisztika
2019. május 4. szerint.
| Klub                | Szezon   | Bajnokság | Bajnokság | Kupa  | Kupa | Rájátszás | Rájátszás | Összesen | Összesen |
| Klub                | Szezon   | Mérk.     | Gól       | Mérk. | Gól  | Mérk.     | Gól       | Mérk.    | Gól      |
| ------------------- | -------- | --------- | --------- | ----- | ---- | --------- | --------- | -------- | -------- |
| TSV 1860 München II | 2014–15  | 0         | 0         | -     | -    | -         | -         | 0        | 0        |
| TSV 1860 München II | 2015–16  | 2         | 0         | -     | -    | -         | -         | 2        | 0        |
| TSV 1860 München II | 2016–17  | 3         | 0         | -     | -    | -         | -         | 3        | 0        |
| TSV 1860 München II | Összesen | 5         | 0         | 0     | 0    | 0         | 0         | 5        | 0        |
| TSV 1860 München    | 2016–17  | 21        | 1         | 1     | 0    | -         | -         | 22       | 1        |
| TSV 1860 München    | Összesen | 21        | 1         | 1     | 0    | 0         | 0         | 22       | 1        |
| VfL Wolfsburg       | 2017–18  | 19        | 1         | 3     | 2    | 2         | 0         | 24       | 3        |
| VfL Wolfsburg       | 2018–19  | 11        | 0         | 1     | 0    | -         | -         | 12       | 0        |
| VfL Wolfsburg       | Összesen | 20        | 1         | 4     | 2    | 2         | 0         | 36       | 3        |
| Összesen            | Összesen | 46        | 2         | 5     | 2    | 2         | 0         | 53       | 4        |

## További hivatkozások
- Ohis Felix Uduokhai adatlapja a Kicker oldalán (németül)
- Ohis Felix Uduokhai adatlapja a Wolfsburg oldalán (németül)
- Ohis Felix Uduokhai adatlapja a Transfermarkt oldalán (angolul)
- Ohis Felix Uduokhai adatlapja a Soccerway oldalon (angolul)